# Bojan Isailović
Bojan Isailović (in serbo Бојан Исаиловић?; Belgrado, 25 marzo 1980) è un ex calciatore serbo, di ruolo portiere.

## Carriera

### Nazionale
Fa il suo debutto in nazionale il 14 dicembre 2008 nella partita amichevole Polonia-Serbia terminata 1-0 per i padroni di casa. Nel 2010 viene convocato per i Mondiali in Sudafrica.

## Palmarès

### Club

#### Competizioni nazionali
- Campionato serbomontenegrino: 1

Stella Rossa: 2000-2001
- Coppa di Serbia e Montenegro: 1

Stella Rossa: 2001-2002